# Albu
Albu és una localitat del municipi de Järva al comtat de Järva, Estònia, amb una població censada, a final de l'any 2011, de 277 habitants.
Està situada a l'est del comtat, prop del naixement del riu Pärnu i de la frontera amb els comtats de Harju i Lääne-Viru.
És la mansió més antiga del seu comtat, fonts escrites la mencionen per primer cop l'any 1282. La mansió va pertànyer a l'orde teutònic fins a la guerra de Livònia.
L'actual edifici es va iniciar el 1717 i es va acabar el 1742, quan Gustaf Otto Douglas era el propietari de la finca. Es diu que una acadèmia per a orfes de famílies aristocràtiques havia funcionat a Albu entre els 1718 i 1740.